# Miles Chamley-Watson
Miles Chamley-Watson est un escrimeur américain pratiquant le fleuret né le 3 décembre 1989 à Londres.

## Biographie
Miles Chamley-Watson naît à Londres où il passe les huit premières années de sa vie. Sa famille émigre aux États-Unis et s'installe à New York. Il commence l'escrime un an plus tard.
En 2012 il est sélectionné pour les Jeux olympiques de Londres. Il est battu en seizième de finale par l'Égyptien Alaaeldin Abouelkassem, qui remportera la médaille d'argent.
Miles Chamley-Watson obtient son premier titre mondial en individuel lors des championnats du monde d'escrime 2013 à Budapest. C’est le premier titre mondial en fleuret d’un Américain.

## Palmarès
- Jeux olympiques
  -  Médaille de bronze par équipe aux Jeux olympiques de 2016 à Rio de Janeiro

- Championnats du monde d'escrime
  -  Médaille d'or aux championnats du monde d'escrime 2013 à Budapest
  -  Médaille d'argent par équipe en 2013 à Budapest